# Eudoro Galarza Ossa
Eudoro Galarza Ossa (Caramanta, 1895-Manizales, 12 de octubre de 1938) fue un periodista colombiano, director del periódico La Voz de Caldas. Fue asesinado por el teniente Jesús María Cortés Poveda, convirtiéndose en el primer periodista colombiano asesinado en ejercicio.

## Biografía
Nació en Caramanta, Antioquia en 1895. Su familia se radicó en Manizales en 1911, cuando tenía 16 años. Encontrado apto para la milicia en un sorteo ordinario, pagó servicio militar. A su regreso se introdujo al periodismo y a la política. Se casó con Magdalena Jiménez con quien tuvo tres hijos, Nora, Lucía y Helí. Fundó el diario La Voz de Caldas con el impresor Arturo Zapata en 1925. El diario circuló por 13 años y colapsó con la muerte de Galarza por falta de oxígeno publicitario.
Galarza Ossa fue el primer periodista asesinado en Colombia y el primer ejemplo documentado de violación a la libre expresión en un país con largo historial de periodistas asesinados. La muerte de Galarza data también el primer asesinato a un periodista criollo en el siglo XX. Galarza se desempeñó como director del diario La Voz de Caldas, en Manizales. El teniente Jesús María Cortés Poveda asesinó al periodista el 12 de octubre de 1938 de dos impactos de munición de arma de fuego. 
Cortés justificó su acción asegurando que estaba defendiendo la institución militar. El teniente mató a Galarza porque éste había "ofendido al uniforme militar". Cortés salió libre el caso, por medio de una exitosa defensa que llevó a cabo el conocido político liberal Jorge Eliécer Gaitán.

## Muerte
Uno de los redactores del diario La Voz denunció el maltrato que el teniente Cortés daba a su tropa y lo acusó de abofetear a un soldado del batallón Ayacucho en público. Como el director apoyó a su subalterno, el militar lo asesinó de dos tiros con su arma de dotación.
En su primera entrevista con los medios hablando del asesinato en 1978, el teniente Cortés dijo que no estaba arrepentido y que volvería a cometer el crimen si volviese a tener la oportunidad ya que "el uniforme es para respetarlo". Galarza, quien sirvió al ejército nacional en su juventud, murió a manos del teniente mientras estaba en su oficina en Manizales. El historiador Arturo Alape criticó el fallo diciendo que la defensa por el famoso orador Gaitán habría tenido "más oratoria que argumentos" y consideró el veredicto "una afrenta a la memoria de Galarza".  
Jorge Consuegra, periodista colombiano, consideró a Galarza un periodista ejemplar cuya única arma siempre fue la verdad. Le dedicó la apostilla "Con el periodismo que hacemos, todos los días morimos un poco".  